# ایست وست بنک
ایست وست بنک (انگلیسی: East West Bank) شرکت خدمات مالی و بانکداری آمریکایی است، که در سال ۱۹۷۳ توسط شرکت ایست وست بانکورپ تأسیس شد و هم‌اکنون مالک شبکه‌ای از ۱۲۴ شعبه می‌باشد.